# 王子神社の田楽

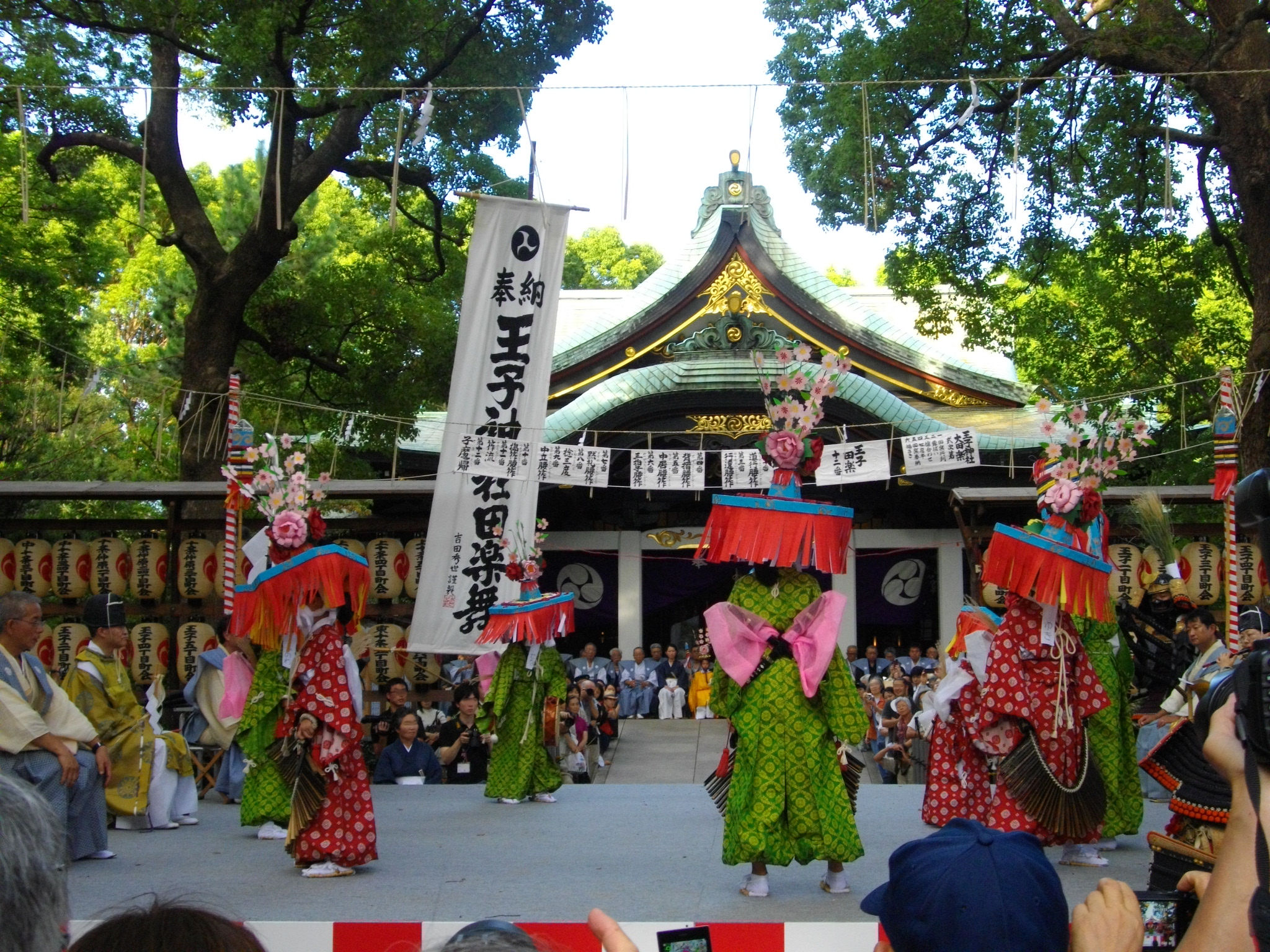
王子田楽

王子神社の田楽（でんがく）は古より王子田楽と呼ばれ、東京都北区・王子神社の夏8月の祭礼に奉納される形式美に優れた田楽踊り。東京都北区指定無形民俗文化財（民俗芸能、1987年〈昭和62年〉4月1日指定）。

## 概要
鎧武者たちに護られた8人の舞童が大太鼓と笛の音にのって、びんざさら(ささらのうち、棒ささらでない編木のもの）を打ち鳴らしながら中世の面影を今に伝え優美に踊る。王子田楽は、田楽衆を招く「七度半（しちどはん）」という神迎え儀礼があること、三名の鎧武者が田楽衆を警護すること、踊りの一番に「中門口（ちゅうもんぐち）」という番組があること、など中世芸能の特徴を多く維持している。一般の田楽が農耕儀礼であるのに対し、魔事災難除けを祈念する魔除けの田楽として赤い紙垂れを付けた花笠をかぶって踊られるところも特徴的である。
古来、踊り手は、別当寺の旧・金輪寺の6人の若僧と主役の2人の稚児僧であったが、明治時代以降の神仏分離により神社自身が田楽を担うようになって以降は、主役を含めて8人の小中学生がつとめるようになっている。
第二次世界大戦までは舞童のかぶる8基の花笠が観衆の頭上に投げられ、それを縁起物として奪い合う「王子の喧嘩(けんか)祭り」として知られていた。戦災による中絶を挟んだ現在では、田楽の終了後に菓子や手拭いなどを撒く福まきが行われる。

## 歴史
源頼朝配下にあって当地を支配した豊島氏が、地頭をつとめた熊野新宮の浜王子社より若一王子（にゃくいち）神を元亨2年（1322年）、当地に勧請した折に始められたと考えられているが、それが熊野由来芸と考えるには芸態からは考えにくい。豊島氏が鎌倉幕府の重臣であったこと、北条高時が田楽に耽溺したこと、王子田楽警衛武者ぶりは熊野の田楽には観られない偉容ぶりであること、などからして鎌倉文化が王子にもたらされたと考えるほうが妥当である。豊島氏は、最盛期には現在の東京都北部から埼玉県南部に至るまで支配域を広め、中心は王子にあった。
小林一茶の「 鑓（やり）やらん　いざいざおどれ　里わらわ」は王子田楽を見物したときに詠まれた句として知られる。「鑓」とは王子神社の御神符のこと。
戦災を受け40年にわたり中絶していたが、1983年（昭和58年）、地元有志が組織を作って復興を果たし今日に至っている。

## 躍りの番組
躍り番組には十二番ある。
- 一番・中門口（ちゅうもんぐち）
- 二番・道行腰筰（みちゆきこしざさら）
- 三番・行違腰筰（ゆきちがいこしざさら）
- 四番・背筰腰筰（せずりこしざさら）
- 五番・中居腰筰（なかいこしざさら）
- 六番・三拍子腰筰（みつびょうしこしざさら）
- 七番・黙礼腰筰（もくれいこしざさら）
- 八番・捻三度（ひねりさんど）
- 九番・中立腰筰（なかだちこしざさら）
- 十番・搗筰腰筰（つきざさらこしざさら）
- 十一番・筰流（ささらながし）
- 十二番・子魔帰（こまがえし）